# Alzina de Can Felip Neri
L'Alzina de Can Felip Neri o Alzina de Cal Felip Neri (Quercus ilex) és un arbre centenari que es troba al municipi de Rellinars (el Vallès Occidental).

## Dades descriptives
- Perímetre del tronc a 1,30 m: 2,95 m.
- Alçada: 11,8 m.
- Amplada de la capçada: 16 x 17 m (amplada mitjana capçada: 16,5 metres)
- Altitud sobre el nivell del mar: 366 m.[1]

## Entorn
Es troba al bell mig del menut centre urbà de Rellinars. Molt a prop s'estén la vella era enrajolada del mas, avui encerclada de carrers com l'arbre.

## Aspecte general
Darrerament, ha estat objecte d'una esporgada excessiva. Tot i això, està en bon estat.

## Accés
Des de Terrassa, cal prendre la carretera B-122 en direcció a Rellinars, passant pel coll de l'Obac. En arribar a aquesta petita població veurem, a mà esquerra, un bar i una petita zona d'aparcament. Pocs metres abans, també a l'esquerra, hi ha una font a l'entrada del carrer Vacarisses (el rètol diu avinguda). L'alzina és al final d'aquest carrer, a cent metres de la carretera B-122. Coordenades UTM: 31T X0409412 Y4609978.